# Asterisk (PBX)
Xem các nghĩa khác tại Asterisk (định hướng).
Asterisk là một phần mềm tự do nguồn mở, ban đầu do Mark Spencer viết, với mục đích tạo nên một hệ thống tổng đài cá nhân (PBX - private branch exchange) kết nối đến hầu hết các mạng có sẵn như IP, PSTN, và sử dụng các chuẩn SIP, MGCP, H323. Asterisk còn có giao thức riêng là IAX (Inter-Asterisk eXchange).
Như các PBX khác, Asterisk cho phép các máy điện thoại gắn kết với nhau qua phần mềm này thực hiện các cuộc gọi với nhau, và cho phép kết nối với các dịch vụ điện thoại khác, trong đó có mạng điện thoại chuyển mạch công cộng (PSTN).
Asterisk đem đến cho người sử dụng các tính năng và ứng dụng của hệ thống tổng đài PBX và cung cấp nhiều tính năng mà tổng đài PBX không có, như sự kết hợp giữa chuyển mạch VOIP và chuyển mạch TDM, đó là khả năng mở rộng đáp ứng nhu cầu cho từng ứng dụng…
Asterisk là hệ thống chuyển mạch mềm, là phần mềm nguồn mở được viết bằng ngôn ngữ C chạy trên hệ điều hành Linux thực hiện tất cả các tính năng của tổng đài PBX và hơn thế. Asterisk ra đời vào năm 1999 bởi Mark Spencer, anh viết phần mềm này ban đầu không ngoài mục đích hỗ trợ cho công ty của mình trong việc liên lạc đàm thoại hỗ trợ cộng đồng người sử dụng và phát triển Linux.
Asterisk thoạt đầu được phát triển trên GNU/Linux nền x86 (Intel), nhưng giờ đây nó cũng có thể biên dịch và chạy trên OpenBSD, FreeBSD và Mac OS X và Microsoft Window.
Asterisk có thể được sử dụng cho nhiều thứ và có các đặc trưng bao gồm:
- Private Branch Exchange (PBX)
- Voicemail Services with Directory
- Conferencing Server
- Packet Voice Server
- Encryption of Telephone or Fax Calls
- Heterogeneous Voice over IP gateway (H.323, SIP, MGCP, IAX)
- Custom Interactive Voice Response (IVR) system
- Soft switch
- Number Translation
- Calling Card Server
- Predictive Dialer
- Call Queueing with Remote Agents
- Gateway and Aggregation for Legacy PBX systems
- Remote Office or User Telephone Services
- PBX long distance Gateway
- Telemarketing Block
- Standalone Voicemail System

Không gói gọn thông tin liên lạc trong công ty mà các ứng dụng giao tiếp với mạng PSTN hoặc mạng VOIP (như voice777) cho phép gọi ra bất cứ số điện thoại nào có trên mạng PSTN.
Ngoài ra việc tích hợp vào các ứng dụng như CRM và hệ thống Outlook làm cho khả năng ứng dụng của Asterisk linh hoạt hơn đáp ứng nhu cầu cần thiết cho người sử dụng điện thoại.